# Château de Chalamera
Le château de Chalamera est une forteresse templière, située dans la commune de Chalamera dans la province de Huesca, en Aragon, Espagne.

## Géographie
Il este situé au somment d'une montagne, est situé entre les rivières Cinca et Alcanadre.

## Histoire
À sa mort en 1134, Alphonse Ier, roi d'Aragon, resté sans héritier, donne la totalité de son royaume aux ordres militaires du Saint-Sépulcre, de l'Hôpital et du Temple. Mais cet acte est contesté, et il n'est pas mis en œuvre.  En 1143, après neuf années de négociation entre la papauté et la noblesse aragonaise, un accord est conclu. L'ordre du Temple reçoit alors de nombreuses forteresses avec avantages fiscaux et fonciers, dont le château de Chalamera. Les Templiers y fondent une maison du Temple (domus Templi) avec son propre commandeur qui dépendait néanmoins de la baillie / commanderie de Monzon. À la suite du procès de l'ordre du Temple qui débute dans le royaume de France, les Templiers d'Aragon se réfugient dans leurs forteresses avant la fin de l'année 1307 et Chalamera sera la dernière à capituler en juillet 1309. Après avoir été dévolue aux Hospitaliers vers 1317, Chalamera devient une commanderie de la châtellenie d'Amposta et de la langue d'Espagne.

## Conservation
Il y a seulement quelques roches appartenant à celui-ci.